# Eulocastra disrupta
Eulocastra disrupta är en fjärilsart som beskrevs av W. Warren 1913. Eulocastra disrupta ingår i släktet Eulocastra och familjen nattflyn. Inga underarter finns listade i Catalogue of Life.